# 1465
| 1465               |
| ------------------ |
| Dødsfald - Fødsler |
|                    |

| Gregoriansk kalender | 1465 MCDLXV             |
| Ab urbe condita      | 2218                    |
| Armensk kalender     | 914 ԹՎ ՋԺԴ              |
| Kinesiske kalender   | 4161 – 4162 甲申 – 乙酉 |
| Etiopisk kalender    | 1457 – 1458             |
| Jødisk kalender      | 5225 – 5226             |
| Hindukalendere       |                         |
| - Vikram Samvat      | 1520 – 1521             |
| - Shaka Samvat       | 1387 – 1388             |
| - Kali Yuga          | 4566 – 4567             |
| Iransk kalender      | 843 – 844               |
| Islamisk kalender    | 869 – 870               |

Konge i Danmark: Christian 1. 1448-1481
Se også 1465 (tal)